# Aborolabis pervicina
Aborolabis pervicina es una especie de tiejereta del género Aborolabi, la familia Anislolabididae, el suborden Forficulina el orden Dermaptera. Encontrado principalmente en la ecozona de Indomalaya, esta especie fue clasificada por primera vez por Burr en 1913.